# پیتر پنز
پیتر پنز (انگلیسی: Peter Penz؛ زادهٔ ۵ آوریل ۱۹۸۴) لژسوار اهل اتریش است.